# Retablo de San Ambrosio
El Retablo de San Ambrosio también conocido como Virgen con el Niño y seis santos o Retablo de las Convertidas, es una obra del pintor renacentista italiano Sandro Botticelli, terminada alrededor de 1470, y que se encuentra en la Galería Uffizi, en Florencia.
Representa a la Virgen entronizada y rodeada de los santos María Magdalena, Juan el Bautista, Francisco de Asís, Catalina de Alejandría y, de rodillas, Cosme y Damián (patronos de la Casa de Médici). De hecho, se ha considerado más probable que estos últimos sean retratos de otros de los Medici y se ha pensado en Lorenzo el Magnífico y su hermano Juliano.